# Monte Redondo e Carreira
Monte Redondo e Carreira (oficialmente: União das Freguesias de Monte Redondo e Carreira) é uma freguesia portuguesa do município de Leiria, com 50,91 km² de área e 5182 habitantes (censo de 2021). A sua densidade populacional é 101,8 hab./km².

## História
Foi constituída em 2013, no âmbito de uma reforma administrativa nacional, pela agregação das antigas freguesias de Monte Redondo e Carreira, cuja sede é em Monte Redondo.

## Demografia
A população registada nos censos foi:
| Distribuição da População por Grupos Etários | Distribuição da População por Grupos Etários | Distribuição da População por Grupos Etários | Distribuição da População por Grupos Etários | Distribuição da População por Grupos Etários | Distribuição da População por Grupos Etários |
| -------------------------------------------- | -------------------------------------------- | -------------------------------------------- | -------------------------------------------- | -------------------------------------------- | -------------------------------------------- |
| Antes da agregação                           |                                              |                                              |                                              |                                              |                                              |
| Ano                                          | 0-14 anos                                    | 15-24 anos                                   | 25-64 anos                                   | >= 65 anos                                   | Total                                        |
| 2001                                         | 1008                                         | 939                                          | 2975                                         | 750                                          | 5672                                         |
| 2011                                         | 826                                          | 685                                          | 3061                                         | 992                                          | 5564                                         |
| Após a agregação                             |                                              |                                              |                                              |                                              |                                              |
| Ano                                          | 0-14 anos                                    | 15-24 anos                                   | 25-64 anos                                   | >= 65 anos                                   | Total                                        |
| 2021                                         | 617                                          | 554                                          | 2699                                         | 1312                                         | 5182                                         |

## Património
- Monumento em homenagem aos combatentes na Grande Guerra
- Igreja Matriz de Carreira